# Literatura ran i blizn
Literatura ran i blizn (chin. upr. 伤痕文学, chin. trad. 傷痕文學, pinyin shānghén wénxué) – nurt w literaturze chińskiej przełomu lat 70. i 80. XX wieku, będący zapisem trudnych doświadczeń rewolucji kulturalnej (1966-1976).
Nurt ten był jednym z pierwszych po zakończeniu jesienią 1976 r. Wielkiej Proletariackiej Rewolucji Kulturalnej zjawisk w literaturze Chin, które dały początek tworzeniu dzieł rozliczeniowych w duchu krytycznym wobec wydarzeń uprzedniej dekady. Jego powstanie przypadło na okres przejściowy między dominacją socjalizmu rewolucyjnego a polityką reform i otwarcia Chin na świat w okresie rządów Deng Xiaopinga (邓小平). Choć zdania na temat dokładnych ram czasowych i klasyfikacji poszczególnych utworów jako należących do literatury ran i blizn są podzielone, część badaczy zalicza do niej nawet niektóre pozycje wydane w drugiej połowie lat 80. XX wieku.

## Geneza
Trwająca dziesięć lat rewolucja kulturalna przyniosła chińskiemu społeczeństwu nie tylko straty materialne i moralne, ale także rozczarowanie społeczno-polityczne. Po śmierci Mao Zedonga (毛泽东) i aresztowaniu tzw. bandy czworga w 1976 r. przywództwo nad Komunistyczną Partią Chin przejął Hua Guofeng (华国锋). Z powodu swojego dogmatyzmu względem ideologii maoistycznej nie cieszył się on poparciem i w 1978 r. utracił władzę na rzecz Deng Xiaopinga. Na fali odwilży, która wtedy nastąpiła, nazywanej Pekińską Wiosną (北京之春 Běijīng zhī chūn), powstały nowe ruchy literackie przeciwstawiające się dominacji socrealizmu w kulturze. Były to m.in. tzw. poezja mglista (朦胧诗 Ménglóng Shī), literatura poszukiwania korzeni (寻根文学 xúngēn wénxué), literatura awangardowa (先锋文学 xiānfēng wénxué) oraz literatura ran i blizn.
W początkowym okresie naprawiania szkód wyrządzonych przez rewolucję kulturalną, zwanym boluan fanzheng (拨乱反正, dosłownie „powrót do normalności z chaosu”), władze zachęcały twórców do wyrażania opinii na temat minionych wydarzeń. Za dzieło prekursorskie dla literatury ran i blizn uważane jest opowiadanie z 1977 r. „Wychowawca klasy” (《班主任》 Bānzhǔrèn) autorstwa Liu Xinwu (刘心武), w którym przedstawione zostały losy nauczyciela usiłującego pomóc uczniom uporać się z emocjonalnym bagażem Rewolucji Kulturalnej.
Nazwa ruchu wywodzi się od opowiadania autorstwa Lu Xinhua (卢新华) „Blizna” (《伤痕》Shānghén) z 1978 r. Jego bohaterka podejmuje nieudaną próbę zjednoczenia z uznaną w czasie rewolucji kulturalnej za zdrajczynię i odrzuconą przez siebie matką. Publikacja została entuzjastycznie przyjęta zarówno przez społeczeństwo, jak i władze. W ciągu następnych kilku lat powstały tysiące utworów podobnego rodzaju.

## Cechy charakterystyczne
Wśród licznych utworów należących do nurtu literatury ran i blizn można wyróżnić pewne często występujące cechy wspólne:
- obecność wątków autobiograficznych;
- zwięzłą formę (najczęściej opowiadania);
- realizm;
- obecność metafory rany lub blizny w znaczeniu psychologicznej traumy spowodowanej rewolucją kulturalną;
- przypisywanie winy za wydarzenia rewolucji kulturalnej bandzie czworga w sposób nie przeciwstawiający się ustrojowi socjalistycznemu;
- zawarcie elementu „emocjonalnego oczyszczenia”, które pozwala poradzić sobie z traumą;
- zakończenie w duchu optymistycznego zwrotu ku przyszłości;
- przewijanie się wątków ściśle związanych z rewolucją kulturalną, m.in. piętnowania intelektualistów, reedukacji, degradacji więzów rodzinnych i społecznych, składania samokrytyki, rehabilitacji[1];
- powrót elementów myśli humanistycznej, takich jak indywidualizm, moralność oraz krytyka ludzkiej natury[2].

## Wybrani przedstawiciele i przykładowe utwory
Większość autorów dzieł z nurtu literatury ran i blizn pod koniec ósmej dekady XX wieku miała około 30-40 lat, a więc bezpośrednio doświadczyła zamętu rewolucji kulturalnej. Niektórzy z nich, w tym Zhang Xianliang (张贤亮), Liu Binyan (刘宾雁), Lu Wenfu (陆文夫), Deng Youmei (邓友梅), Ai Qing (艾青), Ding Ling (丁玲), Wang Zengqi (汪曾祺) oraz Wang Meng (王蒙), zostali na fali odwilży zrehabilitowani po prześladowaniach, które spotykały ich w poprzednich dekadach. Drugą grupę stanowiła tzw. „wykształcona młodzież” (知青 zhīqīng), czyli osoby oddelegowane podczas rewolucji kulturalnej do pracy na obszarach wiejskich: Liu Xinwu (刘心武), Wang Anyi (王安忆), Feng Jicai (冯骥才), Jia Pingwa (贾平凹) oraz Mo Yan (莫言).
Oprócz wymienionych wcześniej prekursorskich opowiadań „Wychowawca klasy” i „Blizna”, reprezentatywne dla niniejszego ruchu literackiego są m.in. następujące pozycje:
- „Klon” (《枫》Fēng) z 1979 r. autorstwa Zheng Yi (郑义) – utwór traktujący o dwojgu bliskich sobie ludzi, którzy znaleźli się po przeciwnych stronach walczących frakcji Czerwonej Gwardii[2];
- „Po tamtej stronie rzeki” (《在小河那边》Zài xiǎohé nàbian) z 1979 r. autorstwa Kong Jieshenga (孔捷生) – opowiadanie podejmujące temat separacji członków rodziny w czasie rewolucji kulturalnej, która w przypadku bohaterów doprowadziła do przypadkowego związku miłosnego rodzeństwa[2];
- „Motyl” (《蝴蝶》Húdié) z 1980 r. autorstwa Wang Menga – częściowo autobiograficzne opowiadanie, którego bohater znajduje się w stanie konfliktu wewnętrznego między ideałami rewolucyjnymi a dylematami moralnymi[1];
- „Połowa mężczyzny jest kobietą” (《男人的一半是女人》Nánrén de yībàn shì nǚrén) z 1985 r. autorstwa Zhang Xianlianga – na pół autobiograficzna historia mężczyzny, którego stan fizyczny i psychiczny został głęboko zmieniony przez pracę na obszarach wiejskich, powodując problemy małżeńskie[1].

## Odbiór i krytyka
Literatura ran i blizn wywarła niezaprzeczalny wpływ na społeczeństwo Chin w pierwszej fazie liberalizacji po 1976 roku, stanowiąc najwcześniejszą przestrzeń do wyrażenia otwartej krytyki wobec wydarzeń rewolucji kulturalnej. Blizna stała się powszechnie używaną metaforą, służącą zbiorowemu „przepracowaniu” traumy i zamknięciu ery dominacji socjalizmu rewolucyjnego w Chinach.
Jako że twórcy literatury ran i blizn nie krytykowali bezpośrednio ustroju komunistycznego, winą za rozpętanie rewolucyjnego chaosu obarczając bandę czworga, nurt ten otrzymał poparcie władz KPCh. Krytycy zarzucają, iż posłużył on pośrednio jako narzędzie polityczne mające na celu usankcjonowanie władzy Deng Xiaopinga poprzez dokonanie swoistego transferu ideologicznego (co szczególnie uwidacznia się w optymistycznych zakończeniach opowiadań, wskazujących kierunek dalszego budowania kraju i partii). Wśród głosów krytycznych znajdujemy także zarzuty nadmiernego sentymentalizmu, powierzchowności ujęcia rewolucji kulturalnej oraz idealizacji bohaterów opowiadań.
Chińska literatura rozliczeniowa nie zniknęła wraz z wygaśnięciem nurtu literatury ran i blizn, przybierając z czasem coraz dojrzalsze formy. Ślady wpływu tego ruchu literackiego znajdujemy również w przeniesieniu opowiadań na inne formy wyrazu – adaptacje filmowe oraz serie malarskie, m.in. na podstawie wcześniej wymienionego utworu „Klon”.